# インドラ・サーダン・ダウド
インドラ・サーダン・ビン・ダウド（Indra Sahdan bin Daud、1979年3月5日 - ）は、シンガポールの元サッカー選手。元シンガポール代表主将。現役時代のポジションはFW。

## 経歴

### ユース
1995年のライオン・シティ・カップでシンガポールU-15代表の主将として台頭し、同チームの勝利に貢献した。その活躍は「ネクスト・ファンディ・アマド」と称される程であった。

### ホーム・ユナイテッド
16歳にしてシンガポール警察FC（後にホーム・ユナイテッドに改称）でデビューし、1996年のSリーグ創設時のメンバーとなった。このシーズンでは控えの立ち位置であった。このため、翌年にはSリーグ初年度覇者のゲイラン・ユナイテッドFCに移籍し、4シーズンをゲイランで過ごした。
2001年にはホーム・ユナイテッドと5年契約を交わし、同チームに復帰。ホーム・ユナイテッドとの契約によって、シンガポール警察部隊の一員にもなった。チームメイトであったエグマル・ゴンザルヴェスと共に得点を量産し、Sリーグ制覇および3回のシンガポール・カップ制覇を達成した。また、Sリーグ最優秀若手選手賞に2000年、2001年連続で輝いた。その得点力は国内戦に止まらず、ウルグアイ代表や日本代表、デンマーク代表、ファー・イースト・ツアーで遠征してきたマンチェスター・ユナイテッドFCからも得点を挙げた。特にマンチェスター・ユナイテッドFCとの一戦ではナショナルスタジアムで1-8の大敗を喫した中で唯一得点を挙げた。
2003年6月21日には国内選手として初めて100得点を達成。この時の試合はバレスティア・カルサFC戦でホーム・ユナイテッドは4-0の勝利に終わっている。その活躍はイングランドにまで届き、シェフィールド・ウェンズデイFCやイプスウィッチ・タウンFC等が興味を示したものの、移籍とはならなかった。その一方でクラブでは活躍を続け、同年のSリーグ、シンガポール・カップ共にホーム・ユナイテッドが制覇する事となった。12月にはチームメイトのスティー・スックソムギットと共にチェルシーFCのリザーブチームの2週間のトライアルを同チームのスポンサーであるエミレーツ航空の意向もあって受けた。
2005年にはマレーシア・スーパーリーグのペラFAからの月5000米ドル（月8200シンガポールドル）での移籍提案を蹴り、ホーム・ユナイテッドとの契約を2008年末まで延長した。この契約では年10万シンガポールドルの給与となり、同国の最高年俸選手となった。また、警察部隊に関しても5年の契約延長をした。
2006年5月には代表で前十字靭帯を断裂しシーズンの残りの出場は果たせなかった。

### レアル・ソルトレイクのトライアル
2008年2月14日から24日までアメリカ合衆国フロリダ州マイアミで行われたメジャーリーグサッカー所属のレアル・ソルトレイクのトライアルに参加した。4試合のスターティングメンバーとなり、2得点を挙げた。これによってアルゼンチンロサリオで行われる2週間のプレシーズンツアーに誘われ、3試合の親善試合に出場した。アルゼンチン行きに先だって、彼の友人であるデーブ・ロバーツは彼の同チームとの契約を後押しする働きかけを支配人のガルス・ラゲルウェイにしていた。しかしながら、アルゼンチンでの彼の膝の負傷と監督のジャーソン・クレイスからのオファーが無かったため、移籍は果たせなかった。もしこの移籍が果たされていた場合、ファンディ・アマド、ヴァラダラジュ・スンドラモールシーに次いで、シンガポールでは三人目のアジア以外で活躍するサッカー選手となっていた。

### センカン・プンゴル
2008年にはホーム・ユナイテッドで10得点しか得点出来なかったため、2008 AFFスズキカップの後、ホーム・ユナイテッドとの契約を延長しなかった。そのためベトナムサッカーリーグのクラブのトライアルを受けた。ベトナムのホワ・ファッ・ハノイFCからのオファーがあったものの、設備や食事等の面の問題により移籍しなかった。結局、ホーム・ユナイテッドと契約を延長するでもなく、他のチームに加入するでもない状況のままシンガポールに帰国した。また、ホーム・ユナイテッド以外のチームと契約するのであれば警察部隊を辞める必要性もあった。しかし彼は突然警察を辞め、センカン・プンゴルに移籍し、2009シーズンを迎えた。アイデ・イスカンダルが世話人に昇進すると、キャプテンマークを巻く事となった。また、同チームでのデビュー戦はスーパーレッズ戦で2-2の引き分けであった。アルビレックス新潟シンガポール戦で相手選手に肘を入れて以降は出場機会にも苦しみ、また同チームも2-1でこの試合に敗れた。

### SAFFC
2010年にはシンガポール・アームド・フォーシズFCに移籍。2011年3月にはSリーグ200得点を達成し、この時のウッドランド・ウェリントンFC戦では2得点を挙げる活躍をした。

### ホーム・ユナイテッドへの復帰
2011年末でシンガポール・アームド・フォーシズFCとの契約が切れると、アマチュアリーグであるナショナル・フットボールリーグのケッペル・モナコと契約し2012シーズンを始めた。ホーム・ユナイテッドの監督、李林生は彼のプレシーズンのパフォーマンスを見てオファーし、同年2月にホーム・ユナイテッドとの契約を再び締結した。その年齢と速度の劣化によって、二番目のストライカー或いはミッドフィールダーとしての活躍となった。その後2014年末で引退した。

### タンピネス・ローバースFC
2015年2月15日、引退を撤回しタンピネス・ローバースFCに加入。4月17日にはかつて所属したウォリアーズFC（SAFFCから改称）相手に初得点を挙げたものの、チームは2-3で敗北した。

## 代表歴

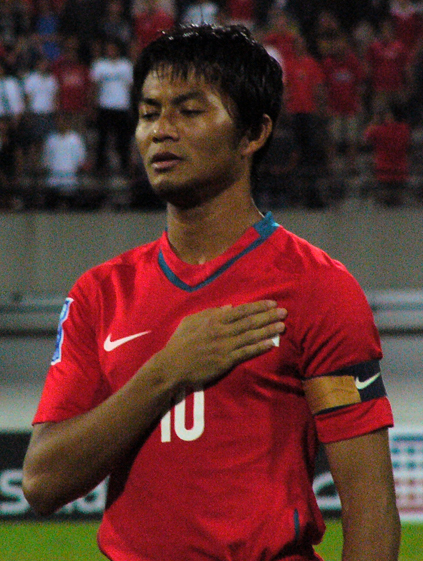
シンガポール代表の主将を務めるインドラ・サーダン・ダウド。

シンガポール代表としては1997年4月26日、1998 FIFAワールドカップ・アジア予選でのクウェート代表戦で初出場を果たした。
ここ十年で最高のストライカーと考えられており、ウルグアイ代表や日本代表からも得点を挙げている。
2004 タイガーカップのメンバーにも選出された。アグー・カスミルとの連携は捗々しくなったものの、シンガポールの制覇に貢献した。これは1998年以来で、トレーニングを怠ったために代表漏れした時以来であった。
2006年5月のマレーシア代表戦では前十字靭帯を断裂し、残りのシーズンは出場出来なかった。復帰したのは同年12月のキングズ・カップ、2007年始の2007 東南アジアサッカー選手権であった。同選手権では再び優勝を果たしている。
同国主将であったアイデ・イスカンダルがアラブ首長国連邦代表戦で代表落ちするとキャプテンマークをつける事となった。この試合は1-1の引き分けに終わった。その後、2010 FIFAワールドカップ・アジア予選のタジキスタン代表戦の直前にアイデ・イスカンダルが代表引退を宣言すると、新たに同国主将となった。
また、FIFAセンチュリークラブの一員となった。
ベルンド・シュタンゲが代表監督となると、2010年に代表を引退して以来3年ぶりに代表に復帰、2013年6月4日のミャンマー代表との親善試合で出場を果たした。この試合の主将として迎えた彼は、110試合目を迎えて、またチームも2-0で勝利した。その3日後、ラオス代表相手に代表31得点目を決め、試合も5-2で勝利した。その後、9月10日の香港代表戦で膝を負傷して以降は代表入りが無くなった。

## 個人
彼は技術屋の父と看護師の母の間に生まれた。

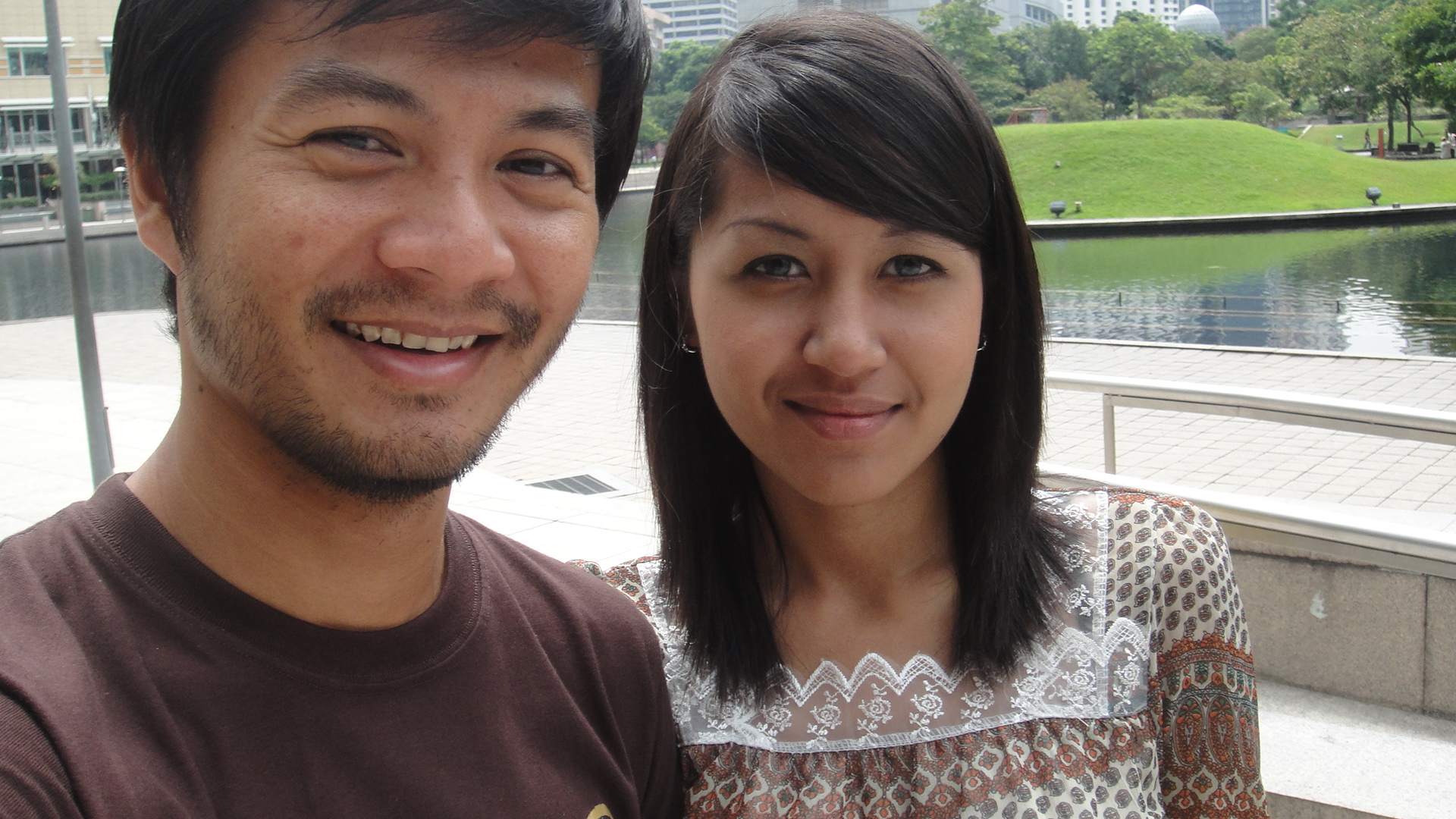
インドラ・サーダン・ダウドと現妻のベラ

セント・アンドリュー中学校、セント・ガブリエル中学校を経てITEカレッジ・セントラルで学業を修めた。
一回結婚をしたものの、8年の結婚生活の後に離婚、この妻との間には二人の子供がいる。その後、2010年6月19日に現在の妻と結婚し、2013年に第一子を出産している。
また、カイルル・アムリやハリス・ハルンと共にシンガポールに於けるナイキの広告塔となっていた。

## 個人成績

### クラブ
2015年4月17日現在 
| 国内大会個人成績 | 国内大会個人成績 | 国内大会個人成績 | 国内大会個人成績 | 国内大会個人成績 | 国内大会個人成績            | 国内大会個人成績 | 国内大会個人成績 | 国内大会個人成績 | 国内大会個人成績 | 国内大会個人成績 | 国内大会個人成績 |
| 年度             | クラブ           | 背番号           | リーグ           | リーグ戦         | リーグ戦                    | リーグ杯         | リーグ杯         | オープン杯       | オープン杯       | 期間通算         | 期間通算         |
| 年度             | クラブ           | 背番号           | リーグ           | 出場             | 得点                        | 出場             | 得点             | 出場             | 得点             | 出場             | 得点             |
| シンガポール     | シンガポール     | シンガポール     | シンガポール     | リーグ戦         | リーグ戦                    | リーグ杯         | リーグ杯         | シンガポール杯   | シンガポール杯   | 期間通算         | 期間通算         |
| ---------------- | ---------------- | ---------------- | ---------------- | ---------------- | --------------------------- | ---------------- | ---------------- | ---------------- | ---------------- | ---------------- | ---------------- |
| 1996             | 警察FC           |                  | Sリーグ          | 0                | 0                           | -                | -                |                  |                  |                  |                  |
| 1997             | ゲイランU        |                  | Sリーグ          |                  |                             | -                | -                |                  |                  |                  |                  |
| 1998             | ゲイランU        |                  | Sリーグ          | 9                | 1                           | -                | -                |                  |                  |                  |                  |
| 1999             | ゲイランU        |                  | Sリーグ          |                  |                             | -                | -                |                  |                  |                  |                  |
| 2000             | ゲイランU        |                  | Sリーグ          |                  |                             | -                | -                |                  |                  |                  |                  |
| 2001             | ホームU          |                  | Sリーグ          | 34               | 21                          | -                | -                |                  |                  | 34               | 21               |
| 2002             | ホームU          |                  | Sリーグ          | 32               | 19                          | -                | -                |                  |                  | 32               | 19               |
| 2003             | ホームU          |                  | Sリーグ          | 27               | 20                          | -                | -                |                  |                  | 27               | 20               |
| 2004             | ホームU          |                  | Sリーグ          | 24               | 19                          | -                | -                |                  |                  | 24               | 19               |
| 2005             | ホームU          |                  | Sリーグ          | 26               | 20                          | -                | -                |                  |                  | 26               | 20               |
| 2006             | ホームU          |                  | Sリーグ          | 4                | 1                           | -                | -                |                  |                  | 4                | 1                |
| 2007             | ホームU          |                  | Sリーグ          | 25               | 7                           |                  |                  |                  |                  | 25               | 7                |
| 2008             | ホームU          |                  | Sリーグ          | 25               | 10                          |                  |                  |                  |                  | 25               | 10               |
| 2009             | センカン         |                  | Sリーグ          | 26               | 7                           | 2                | 2                | 1                | 0                | 29               | 10               |
| 2010             | SAFFC            |                  | Sリーグ          | 21               | 10                          | 1                | 0                | 1                | 0                | 23               | 10               |
| 2011             | SAFFC            |                  | Sリーグ          | 26               | 6                           | 1                | 1                | 3                | 1                | 30               | 8                |
| 2012             | Kモナコ          |                  | NFL              | 0                | 0                           | 0                | 0                | 0                | 0                | 0                | 0                |
| 2012             | ホームU          |                  | Sリーグ          | 21               | 2                           | 3                | 3                | 3                | 0                | 27               | 5                |
| 2013             | ホームU          |                  | Sリーグ          | 19               | 4                           | 1                | 0                | 3                | 1                | 23               | 5                |
| 2014             | ホームU          |                  | Sリーグ          | 3                | 0                           | 3                | 1                | 5                | 1                | 11               | 2                |
| 2015             | タンピネス       | 14               | Sリーグ          | 11               | 1                           | 0                | 0                | 0                | 0                | 11               | 1                |
| 2016             | ゲイラン         | 13               |                  |                  |                             |                  |                  |                  |                  |                  |                  |
| 通算             | シンガポール     | シンガポール     | Sリーグ          | 360              | 161\|\|\|\|\|\|\|\|\|\|\|\| |                  |                  |                  |                  |                  |                  |
| 通算             | シンガポール     | シンガポール     | NFL              | 0                | 0                           | 0                | 0                | 0                | 0                | 0                | 0                |
| 総通算           | 総通算           | 総通算           | 総通算           | 360              | 161\|\|\|\|\|\|\|\|\|\|\|\| |                  |                  |                  |                  |                  |                  |

| 国際大会個人成績 | 国際大会個人成績 | 国際大会個人成績 | 国際大会個人成績 | 国際大会個人成績 |
| 年度             | クラブ           | 背番号           | 出場             | 得点             |
| AFC              | AFC              | AFC              | ACL              | ACL              |
| ---------------- | ---------------- | ---------------- | ---------------- | ---------------- |
| 2010             | SAFFC            |                  | 8                | 1                |
| 2012             | ホームU          |                  | 7                | 1                |
| 2014             | ホームU          |                  | 2                | 1                |
| 計               | 計               | 計               | 17               | 3                |

### 代表
代表での得点一覧
| #  | 日附           | 場所                                                         | 対戦相手         | 得点 | 結果 | 大会                                |
| -- | -------------- | ------------------------------------------------------------ | ---------------- | ---- | ---- | ----------------------------------- |
| 1  | 1999年8月4日   | バンダル・スリ・ブガワン・ベラパン                           | ブルネイ         | 0–1  | 1–3  | 1999東南アジア競技大会              |
| 2  | 1999年8月4日   | バンダル・スリ・ブガワン・ベラパン                           | ブルネイ         | 0–2  | 1–3  | 1999東南アジア競技大会              |
| 3  | 1999年8月6日   | バンダル・スリ・ブガワン・ベラカス・スポーツ・コンプレックス | インドネシア     | 1–1  | 1–1  | 1999東南アジア競技大会              |
| 4  | 2000年10月28日 | シンガポール                                                 | スリランカ       |      | 4–0  | 親善試合                            |
| 5  | 2001年5月22日  | シンガポール・ビシャン・スタジアム                           | ニュージーランド | 1–0  | 3–0  | 親善試合                            |
| 6  | 2001年5月22日  | シンガポール・ビシャン・スタジアム                           | ニュージーランド | 3–0  | 3–0  | 親善試合                            |
| 7  | 2002年5月21日  | シンガポール・シンガポール・ナショナルスタジアム             | ウルグアイ       | 1–2  | 1–2  | 親善試合                            |
| 8  | 2002年12月11日 | シンガポール                                                 | フィリピン       | 2–0  | 2–0  | 親善試合                            |
| 9  | 2003年3月4日   | シンガポール                                                 | モルディブ       |      | 4–1  | 親善試合                            |
| 10 | 2003年3月23日  | シンガポール                                                 | マカオ           | 2–0  | 2–0  | AFCアジアカップ2004予選             |
| 11 | 2003年3月25日  | シンガポール                                                 | パキスタン       | 1–0  | 3–0  | AFCアジアカップ2004予選             |
| 12 | 2003年3月25日  | シンガポール                                                 | パキスタン       | 2–0  | 3–0  | AFCアジアカップ2004予選             |
| 13 | 2003年8月4日   | シンガポール・ジャラン・ベサール・スタジアム                 | 香港             |      | 4–1  | 親善試合                            |
| 14 | 2003年8月4日   | シンガポール・ジャラン・ベサール・スタジアム                 | 香港             |      | 4–1  | 親善試合                            |
| 15 | 2003年9月16日  | シンガポール・ビシャン・スタジアム                           | オマーン         | 1–2  | 1–3  | 親善試合                            |
| 16 | 2004年3月31日  | シンガポール・ジャラン・ベサール・スタジアム                 | 日本             | 1–1  | 1–2  | 2006 FIFAワールドカップ・アジア予選 |
| 17 | 2004年9月4日   | シンガポール・ジャラン・ベサール・スタジアム                 | インドネシア     | 2–0  | 2–0  | 親善試合                            |
| 18 | 2004年10月13日 | シンガポール・ジャラン・ベサール・スタジアム                 | インド           | 1–0  | 2–0  | 2006 FIFAワールドカップ・アジア予選 |
| 19 | 2004年12月7日  | ホーチミン市トンニャット・スタジアム                         | ベトナム         | 1–1  | 1–1  | 2004 タイガーカップ                 |
| 20 | 2004年12月13日 | ハノイ・ミーディン国立競技場                                 | ラオス           | 2–0  | 6–2  | 2004 タイガーカップ                 |
| 21 | 2004年12月13日 | ハノイ・ミーディン国立競技場                                 | ラオス           | 5–2  | 6–2  | 2004 タイガーカップ                 |
| 22 | 2005年1月16日  | シンガポール・シンガポール・ナショナルスタジアム             | インドネシア     | 1–0  | 2–1  | 2004 タイガーカップ                 |
| 23 | 2006年1月26日  | シンガポール・ジャラン・ベサール・スタジアム                 | デンマーク       | 1–2  | 1–2  | 親善試合                            |
| 24 | 2006年2月3日   | クウェート市クウェート・ナショナルスタジアム                 | クウェート       | 2–2  | 2–2  | 親善試合                            |
| 25 | 2007年1月7日   | シンガポール・ジャラン・ベサール・スタジアム                 | フィリピン       | 3–1  | 4–1  | 親善試合                            |
| 26 | 2007年1月7日   | シンガポール・ジャラン・ベサール・スタジアム                 | フィリピン       | 4–1  | 4–1  | 親善試合                            |
| 27 | 2007年1月17日  | シンガポール・シンガポール・ナショナルスタジアム             | インドネシア     | 2–1  | 2–2  | 2007 東南アジアサッカー選手権       |
| 28 | 2007年6月24日  | シンガポール・ジャラン・ベサール・スタジアム                 | 北朝鮮           | 2–1  | 2–1  | 親善試合                            |
| 29 | 2008年12月5日  | ジャカルタ・ゲロラ・ブン・カルノ・スタジアム                 | カンボジア       | 3–0  | 5–0  | 2008 AFFスズキカップ                |
| 30 | 2009年12月31日 | シンガポール・ビシャン・スタジアム                           | オマーン         | 1–4  | 1–4  | 親善試合                            |
| 31 | 2013年6月7日   | ビエンチャン・ニュー・ラオス・ナショナルスタジアム           | ラオス           | 0–1  | 2–5  | 親善試合                            |

## タイトル

### クラブ
ホーム・ユナイテッド
- Sリーグ: 2003
- シンガポール・カップ: 2001, 2003, 2005

### 代表
シンガポールカップ
- 東南アジアサッカー選手権: 2004, 2007

### 個人
- Sリーグ最優秀若手選手: 2000, 2001
- 東南アジア競技大会得点王: 2001
- Sリーグサポーター選抜賞: 2003